# Веслачки чамац
Веслање је чин покретања чамца коришћењем весла у води премештањем воде да би се брод покренуо напред. 
У неким стриктним терминологијама, коришћење весала за погон може се назвати или „вучењем“ или „веслањем“, са различитим дефиницијама за свако. Тамо где се користе ове строге терминологије, дефиниције су обрнуте у зависности од контекста: на сланој води вучни чамац има по једну особу која ради на сваком веслу, док веслање значи да свака особа управља са два весла са обе стране чамца. На унутрашњим пловним путевима важи супротно, при чему је веслање где свака особа у посади ради по једним веслом. Слично, „скулирање” може да значи покретање чамца са једним веслом који се покреће преко крме или, посебно у спортском веслању, свака особа управља са два весла.‍:135‍:226–227
Овај се чланак фокусира на опште врсте веслања, попут рекреације и транспорта, а не на спорт такмичарског веслања, што је специјализован случај тркача помоћу строго регулиране опреме и високо рафиниране технике.

## Историја веслања
У древном свету све главне древне цивилизације користиле су веслачке чамце за транспорт, трговину и рат.  Сматрало се начином напретка своје цивилизације за време рата и мира. 

### Древни Египат
Почетак чамаца је у историји замућен, али употреба чамаца на начин на који се данас користе може се пратити још од древног Египта. Да ли је то изумљено у Египту или је нешто научено из Мезопотамије путем трговине, није познато. Међутим, археолози су пронашли модел веслачког брода у гробници који потиче из 18-19 века пре нове ере.
Од Египта, веслачка пловила, посебно галије, од класичне антике па надаље су коришћене у поморском рату и трговини на Средоземљу. Галије су имале предности у односу на једрилице : лакше су маневрирале, могле да направе брже убрзавање и да се крећу независно од ветра.

### Античка Грчка
Током класичног доба оронулих галија Грци су доминирали Медитераном, док су Атињани доминирали над другим Грцима. Користили су хиљаде грађана ниже класе да би служили као веслачи у флоти. Класична тријера користи 170 веслача;  касније галије су укључивале још веће посаде. Тријерски веслачи користили су кожне јастуке да се клижу преко својих седишта, што им је омогућило да користе снагу ногу као што то чини модерни веслач са клизним седиштем. Галије су обично имале јарболе и једра, али спуштали су их при приступу у борби. Грчке флоте чак би и остављале своја једра и јарболе на обали (као непотребну тежину) ако је то могуће.

### Северна Европа
Веслачки чамци су донети касно у северну Европу, негде између 500. године пре наше ере. Ову промену је могло убрзати римско освајање Северне Галије. Међутим, између 500 и 1100. године, комбинована једрења и веслачка пловила доминирала су трговином и ратовањем у северној Европи у време које је постало познато као викиншко доба.
Галије су се наставиле користити у Средоземљу до појаве пароброда .

## Разлика од осталих пловних објеката
Разлика између веслања и других облика воденог транспорта, као што су вожња кануом или кајаком, је у томе што се весла у веслању држе на месту које је у фиксном положају у односу на чамац. Ова тачка је тачка оптерећења за весло да делује као полуга друге класе (оштрица фиксирана у води је тачка ослонца). У веслању на равним водама, чамац (који се такође назива шкољка или фини чамац) је узак да би се избегло повлачење, а весла су причвршћена за браве за весла (који се такође називају капијама) на крајевима потпора који се протежу од бокова чамца. Тркачки чамци такође имају клизна седишта која омогућавају коришћење ногу поред тела за примену снаге на весло.

## Венецијанско веслање
У Венецији, гондоле и други слични чамци с равним дном су популарни облици транспорта који се покреће веслима која се држе на месту отвореном дрвеном форколом. Техника веслања Voga alla Veneta знатно се разликује од стила који се користи у међународном спортском веслању, због тога што је веслач окренут напред у стојећем положају. Ово омогућава чамцу да маневрира веома брзо и агилно, што је корисно у уским и прометним каналима Венеције. Такмичарске регате се такође одржавају венецијанском техником веслања и то гондолама и другим врстама пловила.
Постоје три стила венецијанског веслања, сваки мало другачији. Први се састоји од једног веслача са једним веслом, који стоји близу крме чамца где весло такође служи као кормило. Други стил се састоји од једног или два веслача, сваки са по два укрштена весла (позната као a la valesàna). Трећи стил има два или више веслача који веслају на алтернативним странама чамца.

## Весла
Временом се дизајн, како весала, тако и лопатица, значајно променио. Типично, део весала који се налази у унутрашњости браве је остао исте дужине, али је спољни део постао краћи. Различите дужине весла утичу како на енергију коју веслач мора да уложи, тако и на перформансе, у смислу брзине чамца за веслање.